# حقل القمح
يتحدث هذا المقال عن لوحات فان جوخ. بالنسبة للمحصول، انظر القمح. للاستخدامات أخرى، انظر حقل القمح (لإنهاء الغموض) ‏
تدور هذه المقالة عن اللوحات التي رسمها فان جوخفي سان ريمي دي بروفانس. للاطلاع على السلسلة العامة، انظر حقول القمح (سلسلة فان جوخ).
 
حقل القمحعبارة عن سلسلة من اللوحات الزيتية رسمها فينسنت فان جوخ في سان ريمي دي بروفنس. إذ أن جميعها تصور المنظر الذي شاهده فان جوخ من نافذة غرفة نومه في الطابق العلوي من مستشفى الأمراض العقلية، حقل محاط بجدران حجرية أسفل نافذته مباشرة مغلق عن الحياة الطبيعية بجدار خلف أراضي المستشفى؛ فيه بساتين زيتون ومزارع الكرْم خلف هذه الأرض المزروعة المحاطة بسور، تمتد إلى التلال عند سفح سلسلة جبال تسمى ليه ألبيل ‏.
من مايو 1889 إلى مايو 1890، سجل فان جوخ هذا المنظر في مشهد متغير: بعد عاصفةٍ مع حصادةٍ في الحقل، ومع نمو القمح الجديد في الخريف وزهور الربيع. هي إحدى مجموعات لوحات فان جوخ الرئيسية في سان ريمي، والتي تضم أعمالًا رائعة مثل حقل القمح عند شروق الشمس في متحف كرولر مولر. أدرج فان جوخ الحقل المسوّر مع الشمس المشرقة(F737) وعرضها في ديسمبر 1889 في معرضه في Les XX 1890 في بروكسل.
عمل فان جوخ على مجموعة لوحات «حقول القمح» رسمها خلال ما رآه من حجرته الأشبه بالزنزانة في مستشفى سانت باول، من غرفةٍ صغيرةٍ استطاع منها رؤية حقل قمحٍ مُحاطُ بسور خلفه تقع جبال أرلس. رسم مايقارب اثنا عشر لوحة من ذلك المنظر خلال مكوثه في المِصح. كتب فان جوخ في مايو لأخيه ثيو:«أرى حقل قمحٍ مربعٌ مسوّر من خلال نافذة حديدية بمنظور يشبه رسم فان جوين تعتليه شمس صباحٍ مشرقة ومتوهجه.»
كان السور الحجري كإطار ساعده على رسم ألوان حقل قمحٍ متباينة.

## الربيع والصيف، 1889
في مايو عام 1889، رُسمت حقل القمح المحاط بسور فيمتحف كرولر مولرمع شمس مُشرقة. استخدم فان جوخ الشمس المشرقة فوق حقول القمح تمثيلاً لطاقتها الواهبة للحياة.
وفي يونيو 1889 رُسمتحقل القمح الأخضر. كان لدى فان جوخ إحساس رقيق بالقمح الأخضر، حيث شبهه بإحساس طفل: «إن للقمح الصغير نقاء ورقة تعبران عنه، مما يوقظ المشاعر ذاتها مثل تعابير طفلٍ نائم». قرب نهاية حياته اعتبر أعماله الأكثر رقة حقل القمح الصغير مع الشمس المشرقة أو البستان المزهر «كأطفاله».
يصف فان جوخ المناظر الطبيعية الجبلية خلف سان ريمي والتي رُسمت أيضًا في يونيو، كصورة أُخذت من التلال التي شاهدها من نافذة غرفة نومه: «في البداية، دمرت عاصفةٌ حقل قمحٍ وألقته على الأرض. فهناك جدار حدودي خلف بعض أوراق أشجار الزيتون الرمادية وبعض الأكواخ والتلال. ثم في الجزء العلوي من اللوحة تعوم سحابة بيضاء ورمادية رائعة في لون أزرق لازوردي.»
|  |  |  |

في أواخر يونيو رسم فان جوخ حقل القمح مع الحصادة والشمسواصفًا إياه «حقل قمح مصفر ومشرق، ولربما كانت أكثر لوحة زيتية مشرقة رسمتها».
في يوليو تموز رسم مشهدًا طبيعيًا لمتحف كرولر مولر مع حزم القمح والقمر الساطعواصفًا ٌإياه «سطوع القمر فوق الحقل ذاته مثل الرسم في رسالة غوغان، ولكن كان فيها بعض المداخن بدلاً من القمح، ذات لون أصفر باهت محمر ولون بنفسجي.»
|  |  |

رُسمت لوحة حقلٍ محاط بسور وفلاحٍ في أغسطس 1889، وجمعت في مجموعة خاصة (F625).

## لوحتا الخريف المتشابهه
بدأ برسم لوحة حقل القمح مع الحصادة في فصل الصيف قبل نوبة مرضٍ ألمّت به وأكملها في سبتمبر. يصوّرهنا فان جوخ حصادة في حقل قمح تشرق عليه الشمس. في إشارة إلى الإنجيل كتب فان جوخ عن معنى هذه اللوحة، «إن هذه الحصادة شخصيتها غامضة تعمل مثل الشيطان في الحرارة الشديدة لإنهاء عملها رأيت صورة الموت أي أن القمح الذي يُجنى يمثل البشرية. . .ولكن لا شيء محزن في هذا الموت، فهو يحدث في وضح النهار تحت شمسٍ تغمر كل شيء بضوء ذهبي رائع.» 
رسم فان جوخ حقل مسوّر مع الفلاحين على مدى عدة أيام في أكتوبر حيث كان يعمل خارج المستشفى. مما يعكس بدقة تضاريس حقل القمح المسوّر مع قمم جبال الألبيل في الخلفية. تملأ فرشاة فان جوخ هذه الصورة من التربة المجعدة والجبال الصخرية بالحياة. في منتصفها فلاح يحمل حزمة قش كرمز لدورة الحياة. تتواجد في متحفVan Goghفي أمستردام، بألوان تكميلية زاهية من الأصفر والأزرق البنفسجي. يرى أن كلا اللوحتين دراسات حادة لكن بدلاً من أن تكون صفراء تمامًا مثل لوحة الحاصدة، فإن "الصورة بنفس اللون ". اللون البنفسجي وألوانٍ محايدة. " 
|  |  |

## الخريف والشتاء ١٨٨٩
في شهر سبتمبر، عمل فان جوخ على حقل القمح خلف مستشفى سان بول مع حصادة.قاصدًا أن يرسم بلون أصفر نقي من الكبريت، كتب إلى إميل برناردأنه أخذ «حدة اللون الأصفر». وأوضح لأخيه ثيو، «أرى في هذا الحصاد - شخصية مكافحة، تكافح في الحرارة الشديدة مثلما يعمل الشيطان لإنهاء عمله - أراه كصورة الموت أي أن البشر هم الذرة المحصودة. لذلك إن صح التعبير هو عكس الحرث الذي جربته سابقًا. لكن هذا الموت ليس محزنًا، فهو يحدث في ضوء مشرق مع شمس تغطي كل شيء بأشعة كالذهب الخالص.»
لوحة المطرأو ما تسمى بحقل القمح المسوّر أثناء المطر [بحاجة لمصدر]} فريدة من نوعها بالنسبة لعمل فان جوخ في الجنوب. رسم هطول المطر بخطوط مائلة من الألوان. يشبه هذا النمط المطبوعات اليابانية، لكن التأثير رمزي شخصيًا لفان غوخ. [1]
في ديسمبر / كانون الأول، رسم فان جوخ لوحة حقل قمحٍ وشمسٌ مشرقة،والمتواجدة في مجموعة خاصة.يعرض العمل ، في أواخر شهر نوفمبر، شروق الشمس فوق حقل القمح الصغير بألوان مكملة من أصفر وأخضر وأرجواني. تمتد الأخاديد العميقة نحو الجدار المسوّر الذي يوجد خلفه صف من التلال الأرجوانية. أما الشمس محاطة بهالة صفراء كبيرة. سعى فان جوخ إلى «التعبير عن الهدوء والسلام العظيم». كذلك يُعبر دون أن يشير مباشرةً إلى الجثمانية الفعلية... دون الحاجة لتصوير شخصيات من عظة الجبلللتعبير عن فكرة مريحة ولطيفة. [19]حيث كانت من اللوحات الست التي اختارها للمعرض في ليه فينج [XX] في بروكسل في عام 1890. [20]

### لوحاتُ حقل قمحٍ مع أشجار السرو.
رُسمت حقل القمح مع لوحات السروعندما تمكن فان جوخ من مغادرة المستشفى. كان لفان جوخ شغفًا بأشجار السرو وحقول القمح والتي كتب عنها: «ليس لديّ أي أخبار أخبرك بها، فالأيام متشابهة تمامًا، لا أملك أية أفكار إلا اعتقادي أن حقل القمح أو السرو يستحق عناء النظر عن قرب».
في أوائل يوليو، كتب فان جوخ إلى أخيه ثيو عن عمل بدأه في يونيو، حقل قمحٍ مع أشجار السرو: «لدي لوحة من أشجار السرو وبعض عيدان القمح، وبعض الخشخاش، وسماء زرقاء مثل قطعة قماش اسكتلندي منقوش؛ الرسمة الأولى بتكوين ألوان سميكة على السطح... وحقل القمح في الشمس، الذي يمثل الحرارة الشديدة، أيضًا سميكة جدًا.» قدم فان جوخ الذي اعتبر هذا المنظر الطبيعي أحد أفضل لوحاته الصيفية، لوحتين زيتيتين إضافيتين متشابهتين للغاية في التكوين. وضعت واحدة من اللوحتين في مجموعة خاصة.
عُرضت لوحة حقل القمح مع السروفي معرض لندن الوطنيفي سبتمبر / أيلول [23]والتي يصفها المؤلف H.W Janson: «إن الحقل كبحرٍ هائج؛ تنبثق أشجار الربيع كالشعلة من الأرض وترتفع التلال والغيوم بنفس ارتفاع حركتها. كل ضربة ريشة تبرز بوضوح في شريط طويل من الألوان القوية غير المخلوطة.» 
هنالك أيضًا نسخة أخرى منحقول القمح مع نبات السرورُسمت في سبتمبر بسماء زرقاء مخضرة، قيل إنها محفوظة في معرض تيت في لندن (F743).

### لوحات حقل قمح أخرى
يصف فان جوخ حقل القمح الأخضرالناضج مع السروفي يونيو: «حقل من القمح يتحول إلى اللون الأصفر، محاط بشجيرات العليق والشجيرات الخضراء. وفي نهايته منزل صغير به شجر سرو طويل يبرز أمام التلال البعيدة مزروعة بألوانه البنفسجية المزرقة، معاكس لسماء لون النسيان مع خطوط وردية اللون، تُشكل أشكالها النقية بعكس الأعواد المحروقة الثقيلة بالفعل، حيث تتميز بلمسة قشرة خبزٍ.»
في أكتوبر، رسم فان جوخ حقل قمحٍ مسوّر مع فلاح.
|  |  |

رُسمت حقول القمح في مناظر طبيعية جبلية، وتحمل أيضًا عنوان مرج في الجبال في أواخر نوفمبر - أوائل ديسمبر 1889.
في نوفمبر، رسم فان جوخ حقل القمح خلف سان بول، ويمتلكه الآن متحف فرجينيا للفنون الجميلة.
|  |  |

## لقراءة متعمقة
- ليتون، J., ريف، A., روي، A., أبيض، R. 'فنسنت فان جوخ «حقل للذرة، مع السرو»'. المعرض الوطني النشرة التقنية المجلد 11، ص 42-59.
- Jirat-Wasiutyński, V. فنسنت فان جوخ لوحات من أشجار الزيتون والسرو من سانت-Rémy. فن نشرة, 75(4), 1993, 647-670
- فنسنت فان جوخ، Wheatfield مع أشجار السرو, Colourle